# Sergej Ivanovič Beljavskij
| Asteroidi scoperti: 36 | Asteroidi scoperti: 36 |
| ---------------------- | ---------------------- |
| 749 Malzovia           | 5 aprile 1913          |
| 812 Adele              | 8 settembre 1915       |
| 849 Ara                | 9 febbraio 1912        |
| 850 Altona             | 27 marzo 1916          |
| 851 Zeissia            | 2 aprile 1916          |
| 852 Wladilena          | 2 aprile 1916          |
| 853 Nansenia           | 2 aprile 1916          |
| 854 Frostia            | 3 aprile 1916          |
| 855 Newcombia          | 3 aprile 1916          |
| 856 Backlunda          | 3 aprile 1916          |
| 857 Glasenappia        | 6 aprile 1916          |
| 885 Ulrike             | 23 settembre 1917      |
| 969 Leocadia           | 5 novembre 1921        |
| 978 Aidamina           | 18 maggio 1922         |
| 981 Martina            | 23 settembre 1917      |
| 995 Sternberga         | 8 giugno 1923          |
| 1001 Gaussia           | 8 agosto 1923          |
| 1004 Belopolskya       | 5 settembre 1923       |
| 1005 Arago             | 5 settembre 1923       |
| 1006 Lagrangea         | 12 settembre 1923      |
| 1031 Arctica           | 6 giugno 1924          |
| 1062 Ljuba             | 11 ottobre 1925        |
| 1065 Amundsenia        | 4 agosto 1926          |
| 1074 Beljawskya        | 26 gennaio 1925        |
| 1084 Tamariwa          | 12 febbraio 1926       |
| 1086 Nata              | 25 agosto 1927         |
| 1094 Siberia           | 12 febbraio 1926       |
| 1118 Hanskya           | 29 agosto 1927         |
| 1153 Wallenbergia      | 5 settembre 1924       |
| 1224 Fantasia          | 29 agosto 1927         |
| 1621 Druzhba           | 1º ottobre 1926        |
| 1874 Kacivelia         | 5 settembre 1924       |
| 1984 Fedynskij         | 10 ottobre 1926        |
| 2156 Kate              | 23 settembre 1917      |
| 3134 Kostinsky         | 5 novembre 1921        |
| 4509 Gorbatskij        | 23 settembre 1917      |

Sergej Ivanovič Beljavskij, in russo Серге́й Ива́нович Беля́вский? (San Pietroburgo, 7 dicembre 1883, 25 novembre nel calendario giuliano – Leningrado, 13 ottobre 1953), è stato un astronomo russo/sovietico.
Il cognome può essere scritto meno correttamente Beljawskij o Belyavsky, ma la sigla con la quale il Minor Planet Center accredita le sue scoperte è Beljavskij. Il nome si può trovare scritto come "Sergius".
Beljavskij è nato a San Pietroburgo ed è stato membro dell'Accademia delle Scienze dell'Unione Sovietica. Tra i suoi campi di lavoro c'erano l'astrofotometria, l'astrometria e lo studio delle stelle variabili.
Ha scoperto la brillante cometa C/1911 S3 (Beljawsky), secondo la nomenclatura del tempo chiamata anche Cometa 1911 IV o Cometa 1911g.
Ha scoperto o co-scoperto 36 asteroidi.
Ha lavorato presso l'Osservatorio di Simeiz in Crimea. Dal 1937 al 1944 è stato il settimo direttore dell'Osservatorio di Pulkovo, succedendo a Boris Petrovič Gerasimovič.
È morto a Leningrado nel 1953.